# Tseng Han-Chieh
Tseng Han-Chieh (19 de agosto de 1989) es un deportista taiwanés que compitió en judo. Ganó una medalla de bronce en los Juegos Asiáticos de 2010 en la categoría de –90 kg.

## Palmarés internacional
| Representando a China Taipéi |                |                   |           |
| Juegos Asiáticos             |                |                   |           |
| Año                          | Lugar          | Medalla           | Categoría |
| 2010                         | Cantón (China) | Medalla de bronce | –90 kg    |